# Mistrzostwa Świata w Lekkoatletyce 2017 – chód na 20 km kobiet
Chód na 20 kilometrów kobiet – jedna z konkurencji biegowych rozgrywanych podczas lekkoatletycznych mistrzostw świata na Stadionie Olimpijskim w Londynie.

## Terminarz
| Data        | Godzina |       |
| ----------- | ------- | ----- |
| 13 sierpnia | 12:20   | Finał |

## Rekordy
Tabela prezentuje rekord świata, rekord mistrzostw świata oraz najlepszy wynik na listach światowych przed rozpoczęciem mistrzostw.
|                            | Zawodniczka              | Wynik   | Miejsce    | Data                 |
| -------------------------- | ------------------------ | ------- | ---------- | -------------------- |
| Rekord świata              | Liu Hong                 | 1:24,38 | A Coruña   | 6 czerwca 2015(dts)  |
| Rekord mistrzostw świata   | Olimpiada Iwanowa        | 1:25:41 | Helsinki   | 7 sierpnia 2005(dts) |
| Listy światowe             | Jelena Łaszmanowa        | 1:25:18 | Soczi      | 17 lutego 2017(dts)  |
| Rekord Afryki              | Grace Njue               | 1:30:43 | Durban     | 26 czerwca 2016(dts) |
| Rekord Azji                | Liu Hong                 | 1:24,38 | A Coruña   | 6 czerwca 2015(dts)  |
| Rekord Ameryki Północnej   | María Guadalupe González | 1:26:17 | Rzym       | 7 maja 2016(dts)     |
| Rekord Ameryki Południowej | Erica de Sena            | 1:27:18 | Rzym       | 7 maja 2016(dts)     |
| Rekord Europy              | Jelena Łaszmanowa        | 1:24:58 | Czeboksary | 25 czerwca 2016(dts) |
| Rekord Australii i Oceanii | Jane Saville             | 1:27:44 | Naumburg   | 2 maja 2004(dts)     |

## Minima kwalifikacyjne
Aby zakwalifikować się do mistrzostw, należało wypełnić minimum kwalifikacyjne wynoszące 1:36,00 (uzyskane w okresie od 1 stycznia 2016 do 23 lipca 2017).

## Wyniki
Po zakończeniu zawodów dyskwalifikacją za doping i anulowaniem wyników z mistrzostw świata w 2017 została ukarana jedna uczestniczki rywalizacji w chodzie na 20 kilometrów – Despina Zapunidu (nie ukończyła rywalizacji).
| Pozycja | Zawodniczka                | Państwo                       | Czas    | Uwagi    |
| ------- | -------------------------- | ----------------------------- | ------- | -------- |
| 01 !    | Yang Jiayu                 | Chińska Republika Ludowa      | 1:26:18 | PB       |
| 02 !    | María Guadalupe González   | Meksyk                        | 1:26:19 | SB       |
| 03 !    | Antonella Palmisano        | Włochy                        | 1:26:36 | PB       |
| 4       | Érica de Sena              | Brazylia                      | 1:26:59 | SA       |
| 5       | Sandra Arenas              | Kolumbia                      | 1:28:10 | NR       |
| 6       | Ana Cabecinha              | Portugalia                    | 1:28:57 | SB       |
| 7       | Kimberly García            | Peru                          | 1:29:13 | NR       |
| 8       | Wang Na                    | Chińska Republika Ludowa      | 1:29:26 |          |
| 9       | Laura García-Caro          | Hiszpania                     | 1:29:29 | PB       |
| 10      | María Pérez                | Hiszpania                     | 1:29:37 | PB       |
| 11      | Mirna Ortiz                | Gwatemala                     | 1:30:01 | SB       |
| 12      | Viktória Madarász          | Węgry                         | 1:30:05 | NR       |
| 13      | Paola Pérez                | Ekwador                       | 1:30:09 |          |
| 14      | Eleonora Giorgi            | Włochy                        | 1:30:34 | SB       |
| 15      | Valentina Trapletti        | Włochy                        | 1:30:35 | PB       |
| 16      | Brigita Virbalytė-Dimšienė | Litwa                         | 1:30:45 | SB       |
| 17      | Sandra Galvis              | Kolumbia                      | 1:31:13 |          |
| 18      | Kumiko Okada               | Japonia                       | 1:31:19 |          |
| 19      | Živilė Vaiciukevičiūtė     | Litwa                         | 1:31:23 | PB       |
| 20      | Inna Kashyna               | Ukraina                       | 1:31:24 |          |
| 21      | Ainhoa Pinedo              | Hiszpania                     | 1:31:28 |          |
| 22      | Regan Lamble               | Australia                     | 1:31:30 |          |
| 23      | Ángela Castro              | Boliwia                       | 1:31:34 | SB       |
| 24      | Antigoni Drismbioti        | Grecja                        | 1:32:03 | SB       |
| 25      | Maria Michta-Coffey        | Stany Zjednoczone             | 1:32:14 | SB       |
| 26      | Nastassia Jatsewicz        | Białoruś                      | 1:32:22 | SB       |
| 27      | Barbara Kovács             | Węgry                         | 1:32:44 | PB       |
| 28      | Maritza Guaman             | Ekwador                       | 1:33:06 |          |
| 29      | Bethan Davies              | Wielka Brytania               | 1:33:10 |          |
| 30      | Jeon Yeong-eun             | Korea Południowa              | 1:33:29 | SB       |
| 31      | Andreea Arsine             | Rumunia                       | 1:33:46 | PB       |
| 32      | Walentyna Myronczuk        | Ukraina                       | 1:33:59 | PB       |
| 33      | Miranda Melville           | Stany Zjednoczone             | 1:34:47 |          |
| 34      | Ana Veronica Rodean        | Rumunia                       | 1:34:50 | SB       |
| 35      | Ching Siu-nga              | Hongkong                      | 1:35:04 | NR       |
| 36      | Mária Czaková              | Słowacja                      | 1:35:11 |          |
| 37      | Grace Wanjiru              | Kenia                         | 1:35:22 |          |
| 38      | Beki Smith                 | Australia                     | 1:35:31 |          |
| 39      | Chahinez Nasri             | Tunezja                       | 1:35:45 |          |
| 40      | Gemma Bridge               | Wielka Brytania               | 1:36:04 |          |
| 41      | Johana Ordóñez             | Ekwador                       | 1:36:27 |          |
| 42      | Khushbir Kaur              | Indie                         | 1:36:41 |          |
| 43      | Claire Tallent             | Australia                     | 1:37:05 | SB       |
| 44      | Yehualeye Beletew          | Etiopia                       | 1:37:55 |          |
| 45      | Monika Vaiciukevičiūtė     | Litwa                         | 1:38:08 |          |
| 46      | Milangela Rosales          | Wenezuela                     | 1:38:08 |          |
| 47      | Diana Ajdosowa             | Kazachstan                    | 1:38:16 | SB       |
| 48      | Lee Da-seul                | Korea Południowa              | 1:38:54 |          |
| 49      | Laura Polli                | Szwajcaria                    | 1:39:05 | SB       |
| 50      | Polina Riepina             | Kazachstan                    | 1:39:56 |          |
| 51      | Rita Récsei                | Węgry                         | 1:40:56 |          |
| 52      | Regina Rykowa              | Kazachstan                    | 1:41:59 |          |
| -       | Anežka Drahotová           | Czechy                        | DNF     |          |
| DSQ     | Despina Zapunidu           | Grecja                        | DSQ     | DSQ      |
| -       | Kławdija Afanasjewa        | Autoryzowani Neutralni Atleci | DQ      | 230.6(a) |
| -       | Nadija Borowska            | Ukraina                       | DQ      | 230.6(a) |
| -       | Yeseida Carrillo           | Kolumbia                      | DQ      | 230.6(a) |
| -       | Lü Xiuzhi                  | Chińska Republika Ludowa      | DQ      | 230.6(a) |
| -       | Agnese Pastare             | Łotwa                         | DQ      | 230.6(a) |
| -       | María Guadalupe Sánchez    | Meksyk                        | DQ      | 230.6(a) |
| -       | Askale Tiksa               | Etiopia                       | DNS     |          |